# 蕭懿
蕭懿（5世紀—500年11月19日），字元達，萧顺之之长子，梁武帝蕭衍的長兄。

## 生平
蕭懿年少時即有令譽，於南朝宋昇明二年（478年）起家擔任安南將軍、南豫州刺史、邵陵王劉友軍府的行參軍。南朝齊代宋後，蕭懿入朝，歷任太子舍人、太子洗馬、建安王友。後出京担任晉陵太守，有善政。後入朝擔任中書侍郎。父親萧顺之去世後，蕭懿去職丁憂，仍授寧朔將軍。
隆昌元年正月庚戌（494年1月26日），蕭懿起為持節、都督梁南北秦沙四州諸軍事、西戎校尉、梁南秦二州刺史，進號冠軍將軍，出鎮漢中。同年，蕭懿服闋，襲封臨湘縣開國侯。建武二年（495年），北魏梁州刺史元英與秦州刺史劉藻合兵進攻漢中，乘勝長驅，進逼南鄭。四月，蕭懿擊退北魏軍隊，解漢中之圍，以功進號征虜將軍，增封食邑三百戶。建武三年五月己巳（496年6月3日），蕭懿遷任督益寧二州諸軍事、益州刺史。
建武四年（497年），蕭懿入朝，擔任太子右衛率、尚書吏部郎。永泰元年（498年），蕭懿出京擔任使持節、都督郢司二州諸軍事、征虜將軍、郢州刺史、建安王蕭寶夤軍府的長史，行郢州事。蕭懿第三弟輔國將軍、雍州刺史蕭衍派遣輔國錄事參軍張弘策前往郢州，以嗣主殘暴、輔臣無能等理由勸說蕭懿與其聯合起兵。蕭懿聽到此話後，頗為不悦，不肯起兵。永元元年（499年），蕭懿被徵還入朝，擔任衛尉。
永元二年（500年）正月，豫州刺史裴叔業據州投靠北魏。二月丙戌（3月31日），皇帝蕭宝卷授蕭懿持節、督豫州諸軍事、征虜將軍、豫州刺史、領歷陽南譙二郡太守，以討伐裴叔業。三日後，裴叔業病死，其兄子裴植據州降於北魏。三月，平西將軍崔慧景叛乱，入建康城，進攻宮城，蕭懿率銳卒三千人赴建康城平叛。四月癸酉（5月17日），崔慧景被斬首，皇帝蕭宝卷授蕭懿侍中、尚書右僕射，尚未拜官即於兩日後改授尚書令、都督征討水陸諸軍事，持節、征虜將軍如故，增邑二千五百戶。蕭懿因功高深受皇帝猜忌，又遭到茹法珍等人诬告謀反，遂在十月己卯（11月19日）與第四弟衛尉蕭暢一起被賜死。
中興元年（501年），蕭衍拥立和帝蕭宝融，追贈蕭懿侍中、中書監、司徒。同年十二月，蕭衍率兵攻入建康城。中興二年（502年）正月，宣德太后臨朝，改贈蕭懿太傅。天監元年（502年）四月，蕭衍代齊建立南梁，追贈蕭懿丞相，封長沙郡王，諡宣武王，葬禮依照西晉安平獻王故事。蕭衍後來篤信佛教，為給蕭懿修福，特為其立宣武寺。

## 家庭

### 父母
- 父：蕭順之，臨湘懿侯，追尊太祖文皇帝
- 母：张尚柔，追尊文献皇后

### 兄弟
- 第二弟：萧敷，字仲達，永阳昭王（追贈）
- 第三弟：萧衍，字叔達，高祖武皇帝
- 第四弟：萧暢，字季達，衡阳宣王（追贈）
- 第五弟：萧融，字幼達，桂阳简王（追贈）
- 第六弟：萧宏，字宣達，临川靖惠王
- 第七弟：萧伟，字文達，南平元襄王
- 第八弟：萧秀，字彥達，安成康王
- 第十弟：萧恢，字弘達，鄱阳忠烈王
- 第十一弟：萧憺，字僧達，始兴忠武王

### 子
萧懿有九子，可考者七人。除第九子因出繼而本為單名外，其餘諸子名中的「淵」皆因犯唐高祖名諱被修改。
- 蕭淵業，字靜曠，長沙元王
- 蕭淵藻，字靖藝，西昌侯
- 蕭淵猷，臨汝靈侯
- 蕭淵朗，字靖徹，泉陵侯
- 蕭淵軌，番禺侯[32][33]
- 蕭淵明，字靖通，贞阳侯→皇帝→建安公
- 第九子：萧象，字世翼，桂陽敦王，出继桂阳簡王

## 延伸阅读
[在维基数据编辑]
 《南史·卷51》，出自李延壽《南史》